# 勒普莱西拉斯泰尔
勒普莱西拉斯泰尔（法語：Le Plessis-Lastelle）是法国芒什省的一个市镇，属于库唐塞区（Coutances）佩里耶尔县（Périers）。该市镇总面积14.99平方公里，2009年时的人口为255人。

## 人口
勒普莱西拉斯泰尔人口变化图示